# Breaux Bridge, Louisiana
Breaux Bridge, Louisiana (енгл. Breaux Bridge) град је у америчкој савезној држави Луизијана.

## Демографија
По попису из 2010. године број становника је 8.139, што је 858 (11,8%) становника више него 2000. године.
| Група             | 2000.         | 2010.         |
| Белци             | 3.610 (49,6%) | 4.015 (49,3%) |
| Афроамериканци    | 3.543 (48,7%) | 3.850 (47,3%) |
| Азијати           | 23 (0,3%)     | 50 (0,6%)     |
| Хиспаноамериканци | 47 (0,6%)     | 104 (1,3%)    |
| Укупно            | 7.281         | 8.139         |